# Prostlon
Prostlon (fl. IXe siècle) est une princesse bretonne, fille du roi Salomon de Bretagne et épouse de Pascweten.

## Contexte

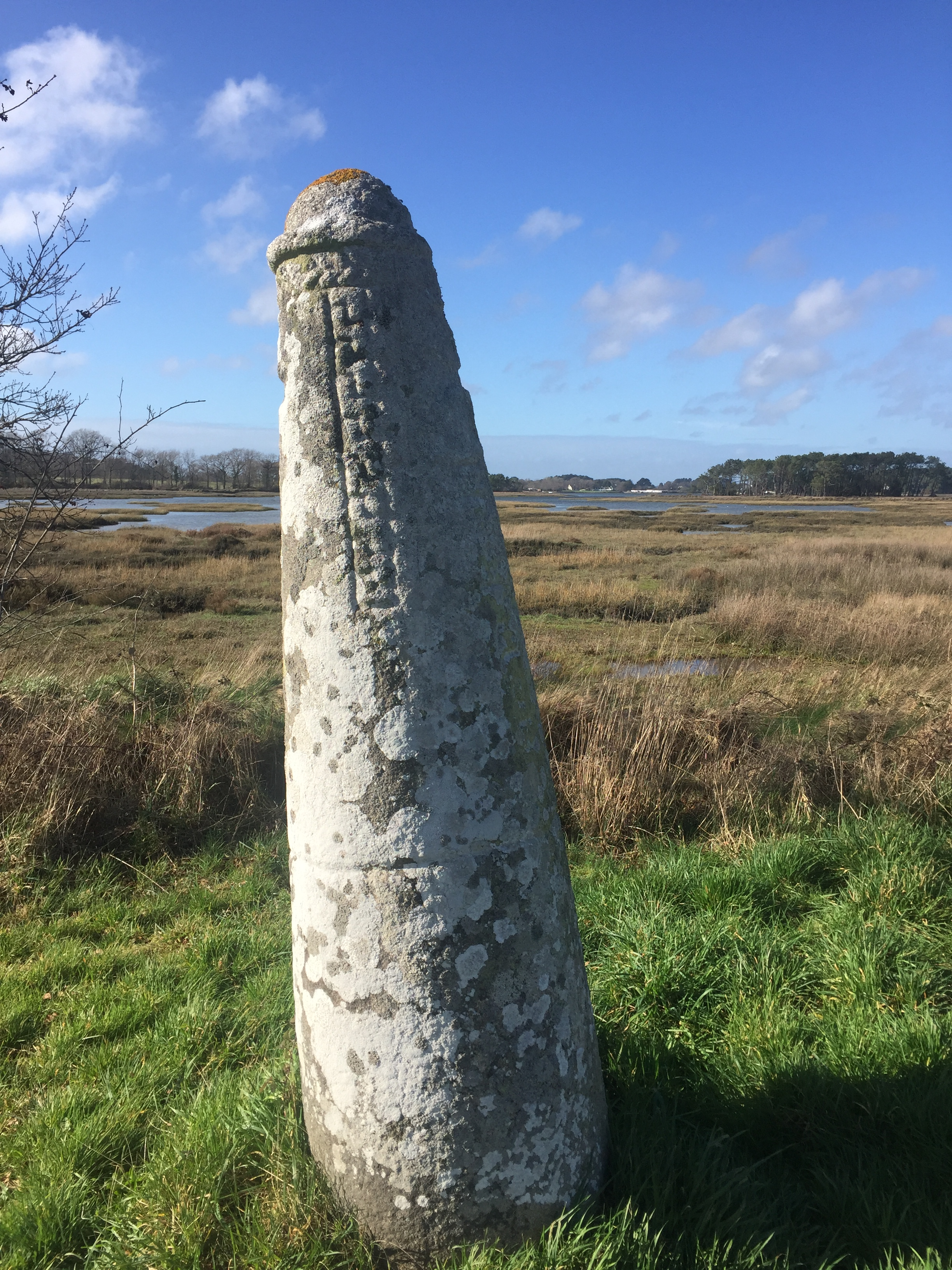
Lech de Pen-er-Pont sur lequel est inscrit Croix de Prostlon, nom de la fille du roi Salomon et épouse du comte de Vannes Pascuueten.

Un acte du cartulaire de Redon, daté du 7 janvier 876, indique que le comte de Vannes Pascweten s'est rendu à Abbaye Saint-Sauveur de Redon pour se recueillir sur la sépulture de son épouse Prostlon. Lorsque Pascuueten est envoyé par Salomon de Bretagne auprès du roi de Francie occidentale, Charles II le Chauve quelques années auparavant, au début du mois d'août 867 pour traiter de la paix, le comte de Vannes a été présenté comme le gendre du roi breton. Ces deux documents permettent donc d'identifier Prostlon comme étant la fille du roi Salomon et de la reine Wembrit, et l'épouse du comte de Vannes Pascuueten. 
À la suite de l'assassinat du roi Erispoë en novembre 857, Salomon, l'un des deux régicides, doit rassembler l'aristocratie bretonne autour de lui pour imposer sa légitimité comme nouveau roi de Bretagne. À travers cette union entre le comte de Vannes et sa fille, le prétendant au trône a probablement cherché à obtenir une allégeance importante. Cela permet également à Pascuueten de briguer le pouvoir sur la Bretagne en 874 lorsque Salomon est assassiné par ses parents et alliés, soutenus par les Francs.
Le lech de Pen-er-Pont est un vestige archéologique daté de l'âge du fer situé dans l'actuelle commune de Locoal-Mendon. Il est classé aux Monuments Historiques depuis le 12 février 1942 et mesure 2,25 m de hauteur pour 0,70 m de largeur. On distingue l'inscription CRUX PROSTLOH, littéralement « Croix de Prostlon ». Au IXe siècle, ce lec'h a pu servir pour la délimitation du prieuré de Gutual détruit à la mort d'Alain Ier de Bretagne par les Scandinaves ; Prostlon en était peut-être la bienfaitrice. Ce « menhir » peut également matérialiser une partie de sa dot ou un territoire public attaché à sa fonction d'épouse du comte de Vannes. En 876, à la mort de Pascuueten, c'est son frère Alain qui hérite du comté de Vannes. Cela suppose que le couple comtal n'a pas eu de fils, ou du moins de fils capable de prendre la tête du Broërec. 
Prostlon décède au début du mois de janvier 876, soit cinq mois avant son mari, et est inhumée au monastère de Redon.